# فولاذ هندواني

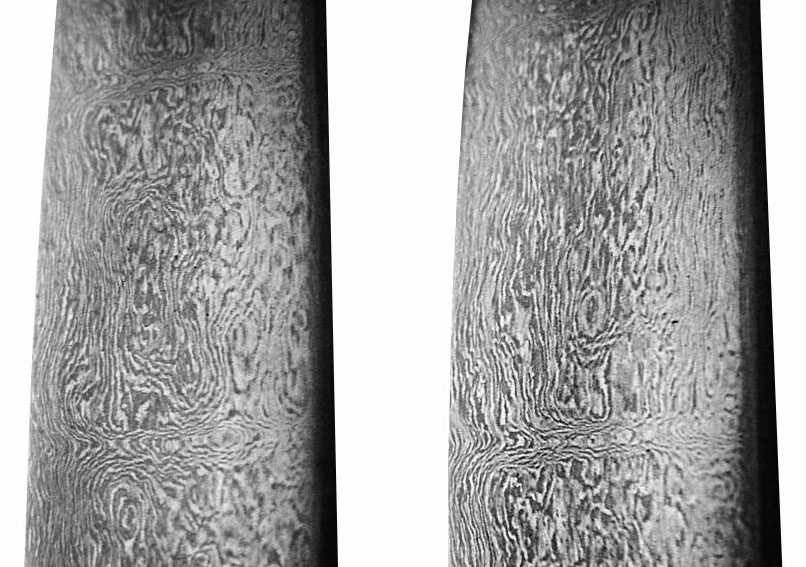
صورة مقربة لسيف مصنوع من الفولاذ الدمشقي المشكّل بالتطريق من الفولاذ الهندواني.

الفولاذ الهندواني (أو الفولاذ الهندي) هو نوع من أنواع الفولاذ الذي كان يصنع بأسلوب البوتقة، وكان يتميز بأن له أنماط من حزم مكروئية من الكربيد داخل شبكة المارتنسيت المطرّقة.
جرى تحضير هذا النوع من الفولاذ في جنوب الهند لأول مرة في القرن السادس قبل الميلاد، وإليه ينسب الاسم، وكانت تصنع منه السيوف الشهيرة مثل السيف الدمشقي، وكذلك السيوف الهندية الشهيرة في الأدب العربي بالمهند لمتانتها وحِدّة شفرتها ومرونتها. يطلق على هذا الفولاذ أيضاً اسم فولاذ ووتز Wootz steel.
وصفه الإدريسي في القرن الثاني عشر للميلاد أنه الأفضل في العالم.

## اقرأ أيضاً
- فولاذ دمشقي